# Erinnerungszeichen für Opfer des NS-Regimes in München
 Die Erinnerungszeichen für Opfer des NS-Regimes in München, kurz Erinnerungszeichen, erinnern an Münchener Männer, Frauen und Kinder, die zwischen 1933 und 1945 von den Nationalsozialisten ermordet wurden oder auf andere Weise Opfer des NS-Regimes wurden. Die Erinnerungszeichen dienen als alternative Form des Gedenkens anstelle von Stolpersteinen, die in München auf öffentlichem Grund nicht erlaubt sind. Die ersten Erinnerungszeichen wurden im Jahr 2018 realisiert.

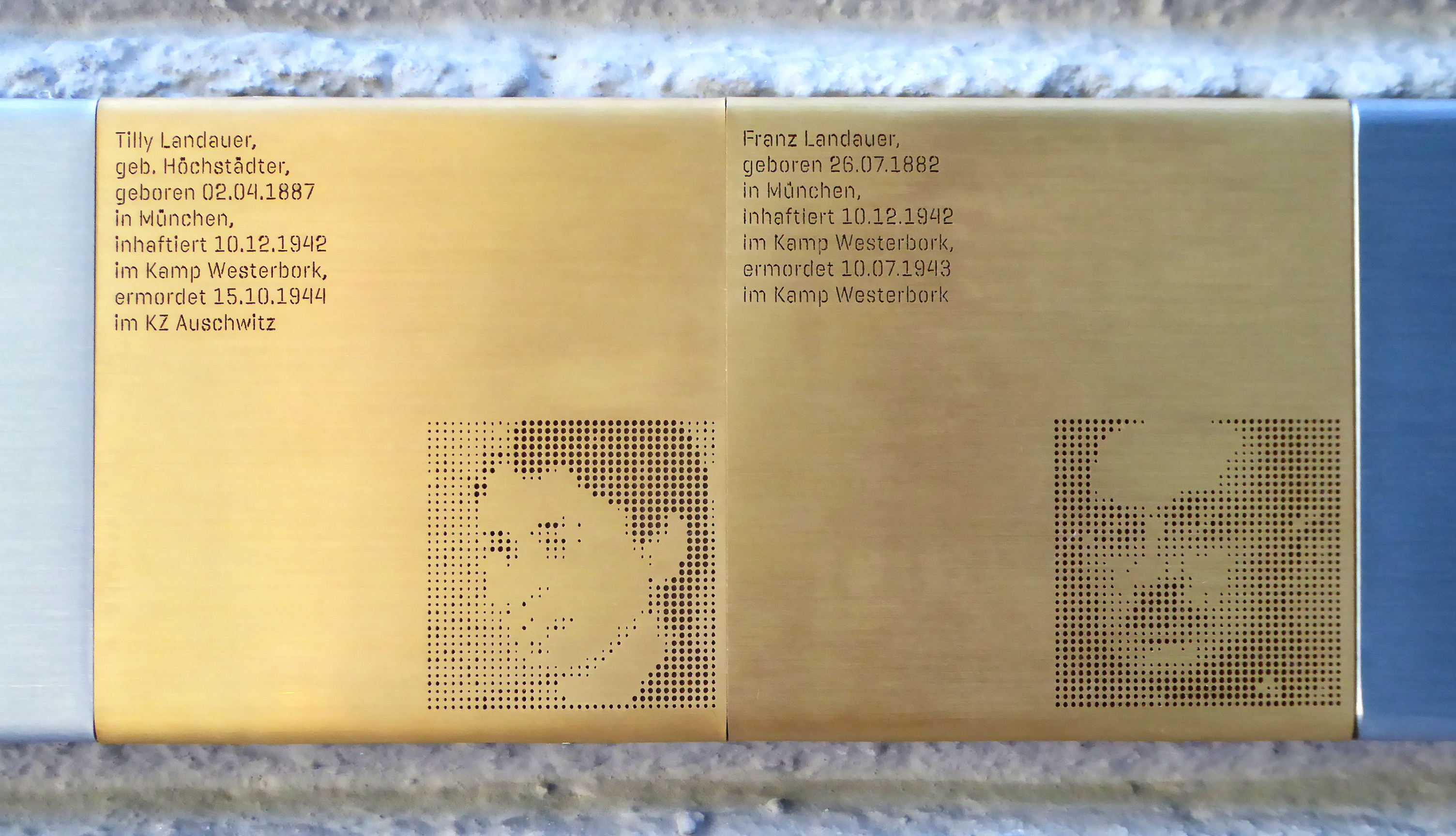
Zwei Erinnerungszeichen für Tilly und Franz Landauer auf einer Wandtafel

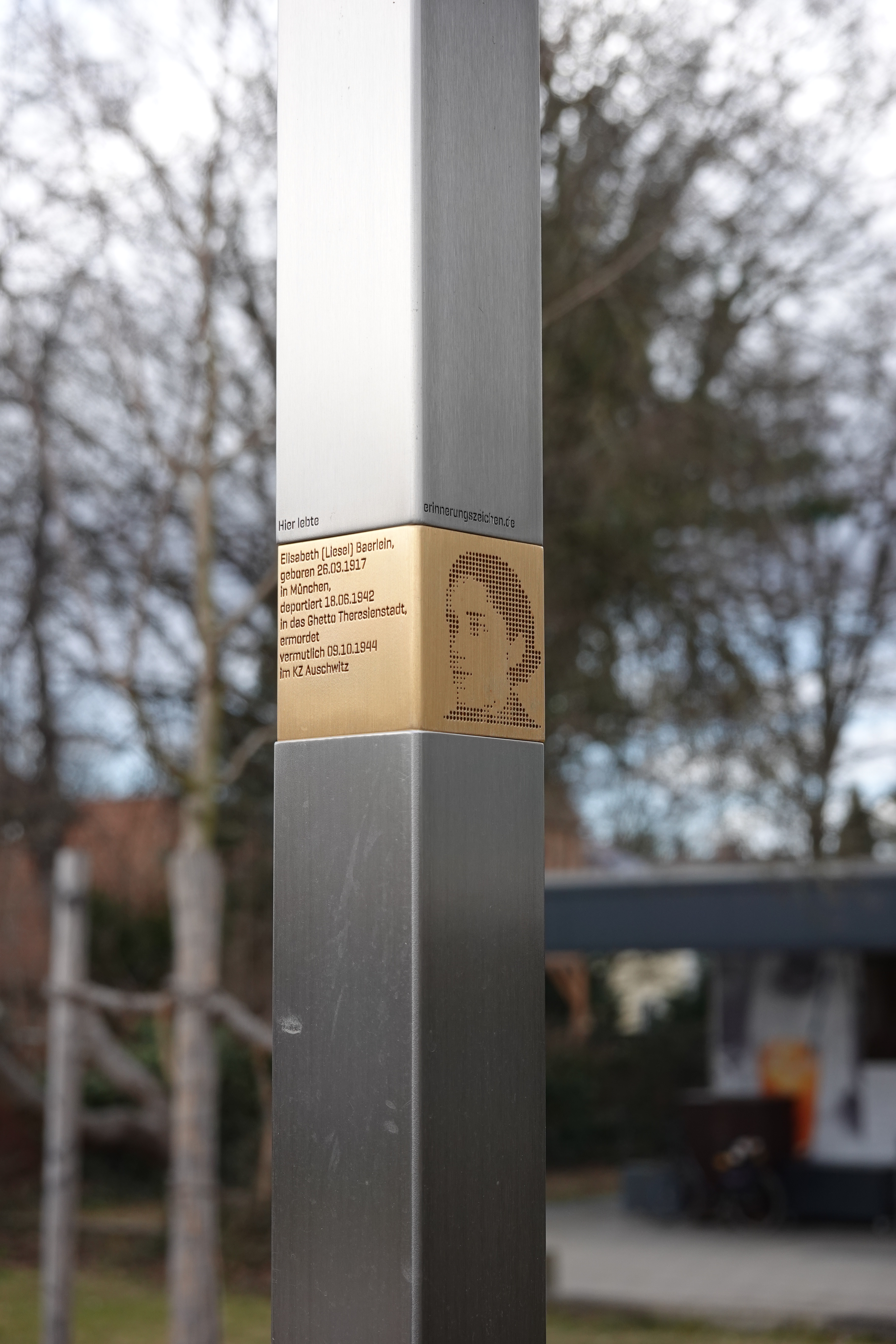
Ein Erinnerungszeichen auf einer Stele

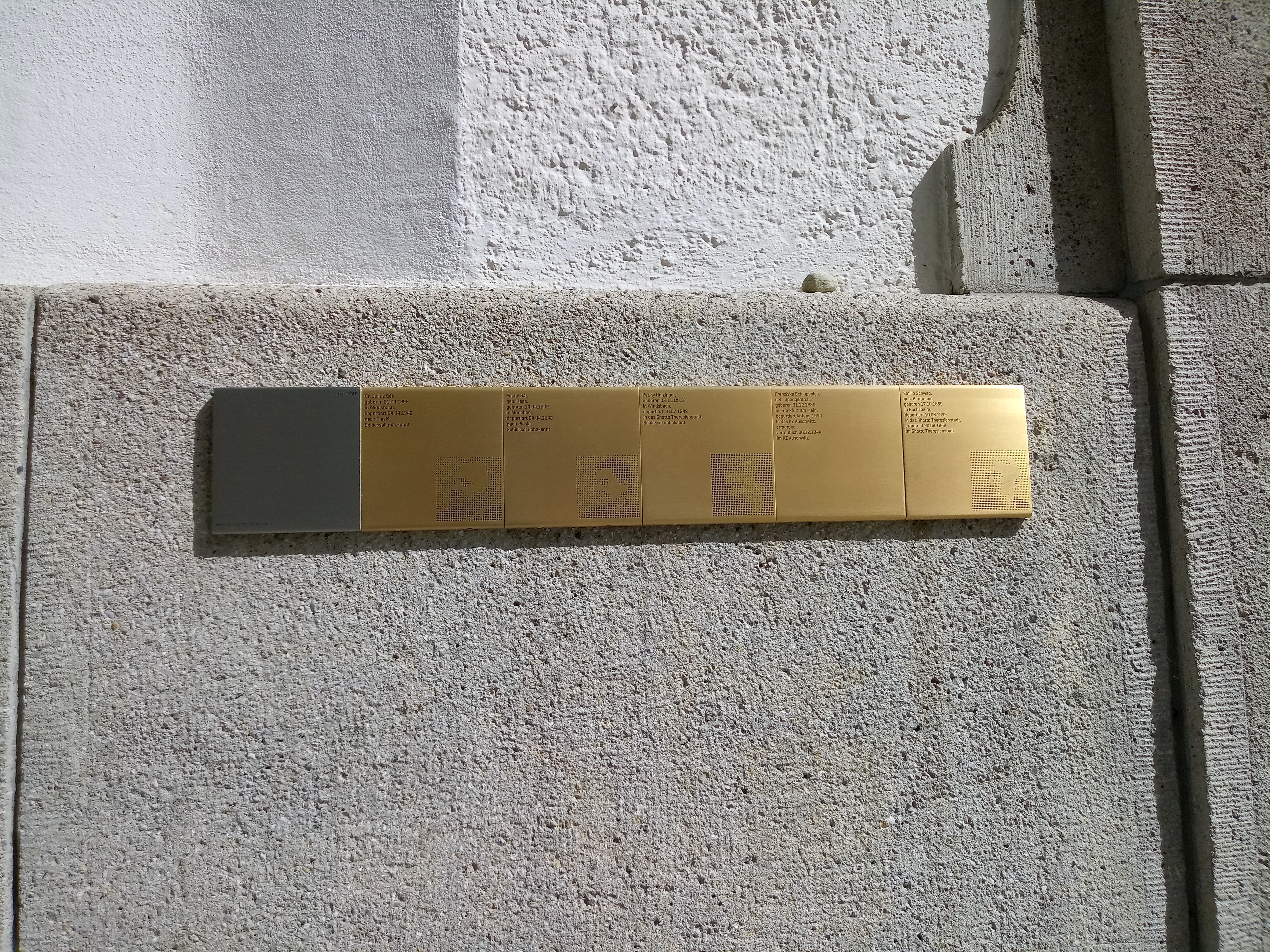
Eine Wandtafel, horizontale Ausrichtung, mit fünf Erinnerungszeichen

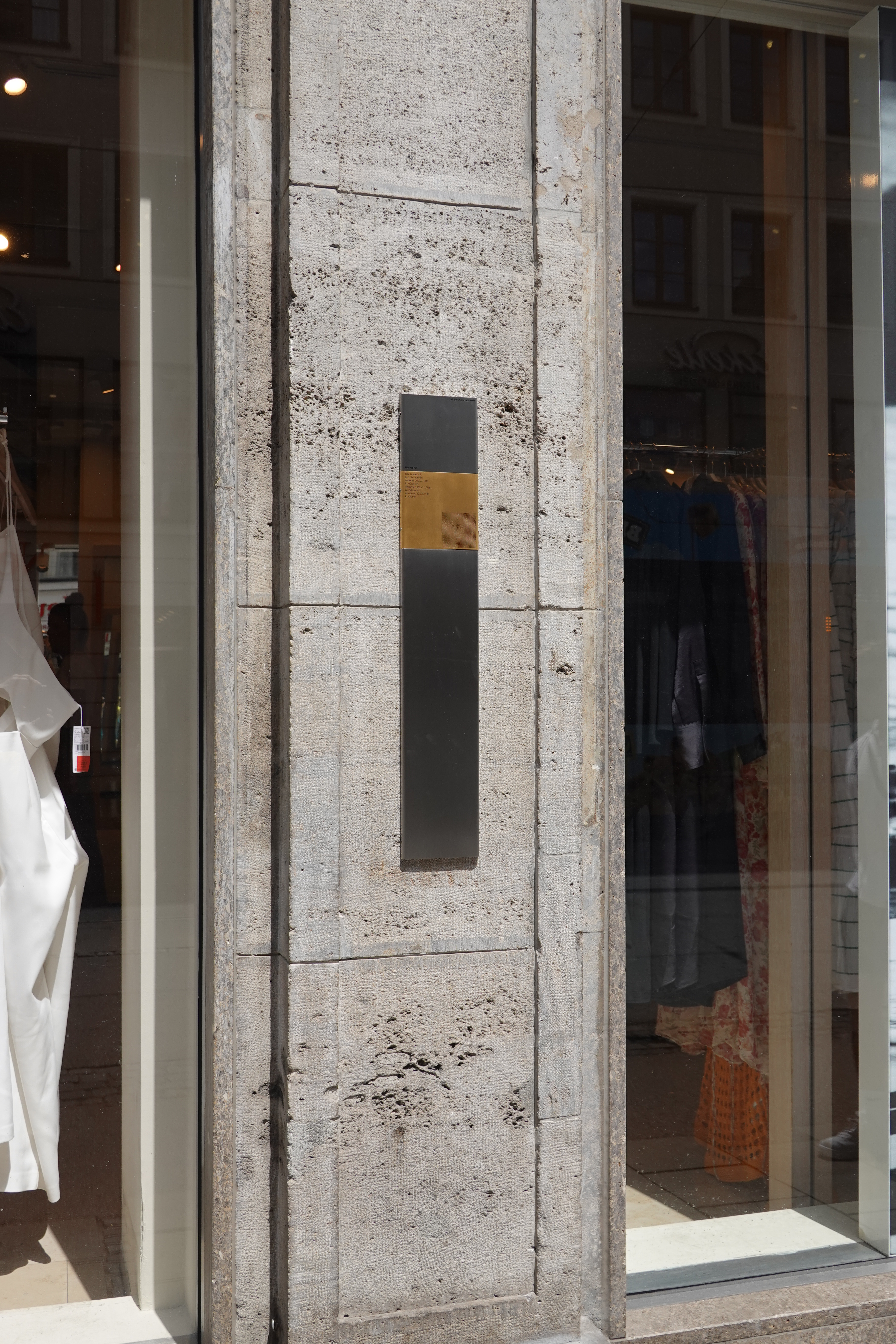
Eine Wandtafel, vertikale Ausrichtung, mit einem Erinnerungszeichen

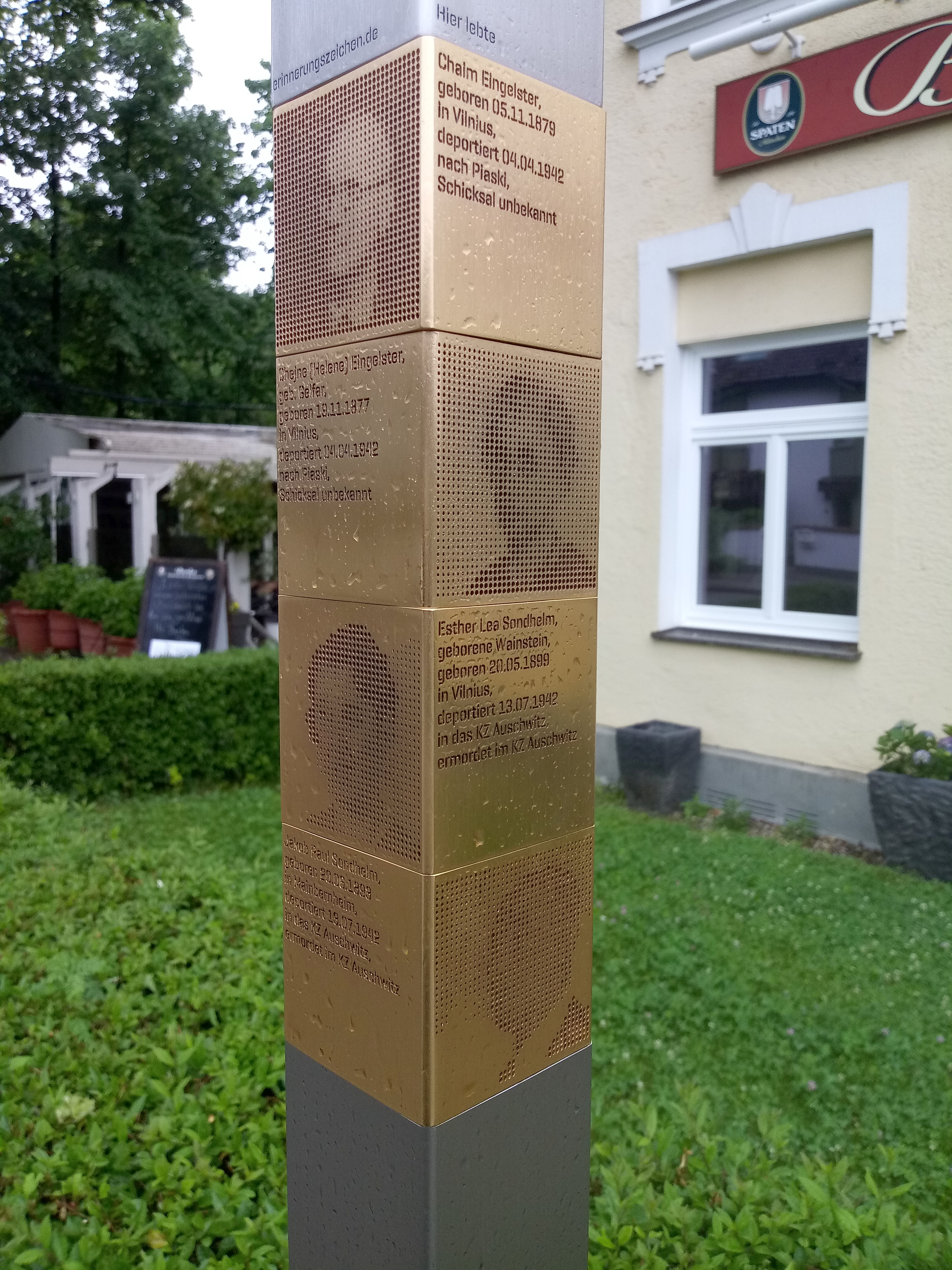
Vier Erinnerungszeichen auf einer Stele

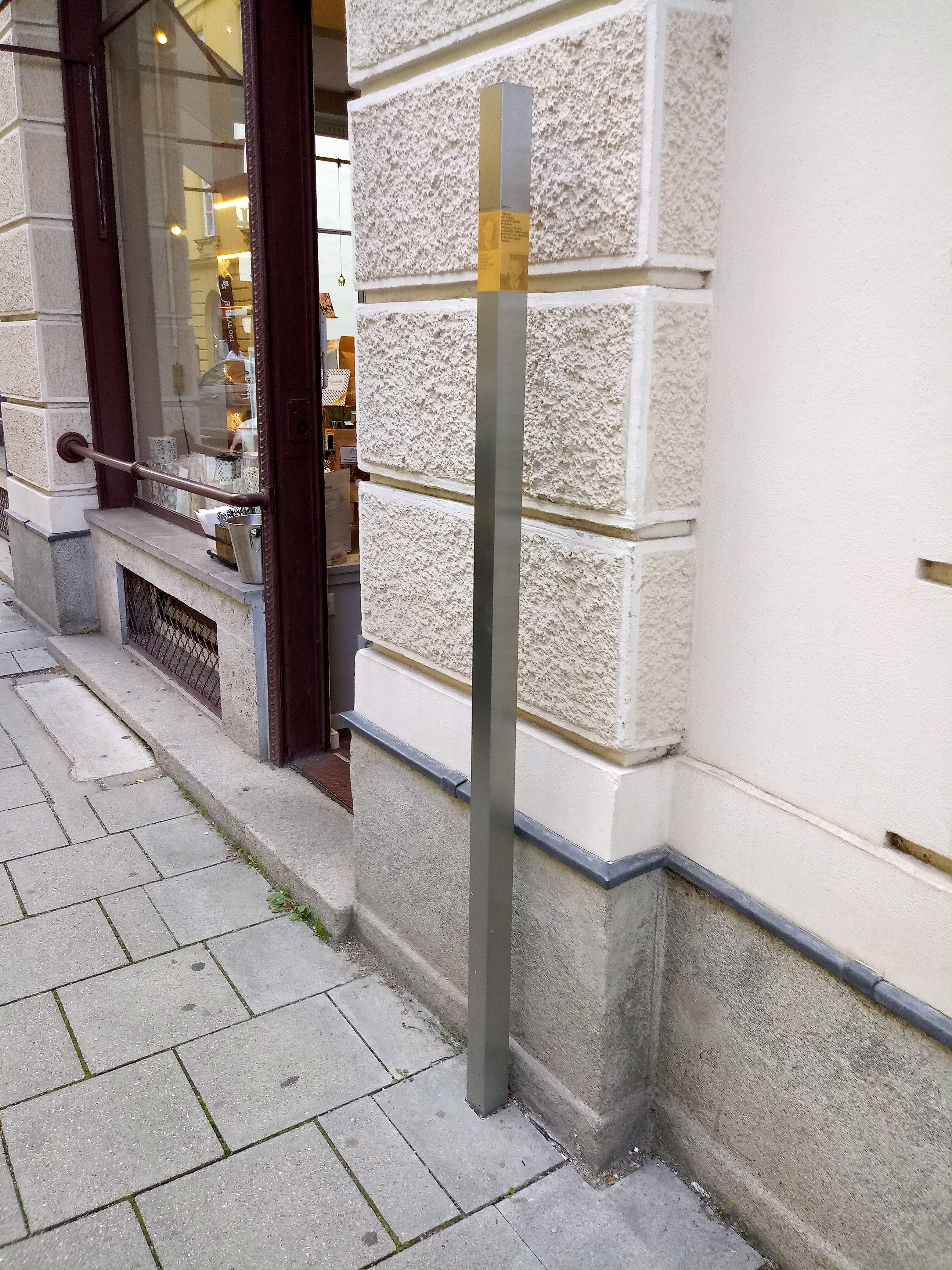
Gesamtansicht einer Stele mit zwei Erinnerungszeichen

Die Erinnerungszeichen geben Auskunft über die Lebensdaten und die Verfolgung und zeigen – soweit vorhanden – ein gerastertes Bild der Opfer. Eines oder mehrere der vergoldeten Erinnerungszeichen werden wahlweise in eine Wandtafel oder eine Stele integriert. Bei den Wandtafeln sind die Erinnerungszeichen quadratisch und flächenhaft. Tafeln werden an den Häusern angebracht, in denen die Opfer gelebt oder gearbeitet haben. Bei den Stelen sind die Erinnerungszeichen dreidimensional.

## Projekt

### Hintergrund
Während der NS-Diktatur verloren etwa 10.000 Menschen in München durch Ermordung oder die Auswirkungen der Verfolgung ihr Leben.
Stolpersteine und Erinnerungszeichen haben das gleiche Ziel: die Erinnerung an die Opfer der Verfolgung in der Zeit des Nationalsozialismus. Stolpersteine als Gedenkform wurden aber vor allem von der Münchner Israelitischen Kultusgemeinde vehement abgelehnt. Ihre Vorsitzende Charlotte Knobloch äußerte, es sei nicht hinnehmbar, dass die Namen von jüdischen Opfern des Nationalsozialismus „im Straßenschmutz“ angebracht und mit den Füßen getreten werden.
Der Stadtrat der Landeshauptstadt beschloss deshalb im Jahr 2004 ein Verbot, Stolpersteine auf öffentlichem Grund zu verlegen. Stolpersteine dürfen somit in München nur auf Privatgrund verlegt werden. Die Debatte ging weiter. Im Jahr 2015 stimmte der Stadtrat mit breiter Mehrheit nochmals gegen Stolpersteine auf öffentlichem Grund und beschloss, dass stattdessen Erinnerungszeichen in Form von Tafeln oder Stelen verwendet werden sollen. Im Dezember 2017 bestätigte der Bayerische Verwaltungsgerichtshof die Entscheidung des Stadtrats.
Im Juli 2018 wurden die ersten Erinnerungszeichen enthüllt. Oberbürgermeister Dieter Reiter sagte aus diesem Anlass: „Ich wünsche mir, dass die Erinnerungszeichen ihrem Namen gerecht werden. Sie sollen an die Ermordeten erinnern und ein Zeichen setzen.“

### Institutionelle Einbindung
Das mehrfach umbenannte Gedenkprojekt ist institutionell im Kulturreferat der Landeshauptstadt verankert und wird seit 2022 unter dem Dach des Instituts für Stadtgeschichte und Erinnerungskultur fortgeführt. Dem Projekt Erinnerungszeichen ist ein Fachbeirat zugeordnet, der bei grundlegenden Fragen beratend tätig ist. In strittigen Einzelfällen trifft er verbindliche Entscheidungen und übernimmt deren öffentliche Vertretung.

### Umsetzung
Die Erinnerungszeichen werden nach und nach installiert. Sie werden nur auf Antrag gesetzt. Jeder kann ein Erinnerungszeichen initiieren, sowohl Privatpersonen als auch Institutionen, Organisationen und Vereine. Die Anträge werden von der Abteilung Public History im Kulturreferat bearbeitet.

### Karten-App
In einer eigens eingerichteten Internet-Anwendung können die Standorte der Erinnerungszeichen aufgerufen und die Lebensgeschichten der Opfer abgerufen werden.

## Gestaltung
In jedes Erinnerungszeichen werden mit einem Laser die Lebensdaten und Angaben zur Verfolgung eingeschnitten, meist auch ein gerastertes Porträt, sofern ein entsprechendes Bild verfügbar ist. Der Laser trägt das Metall im Bereich der Textzeichen und der Rasterpunkte des Bildes vollständig ab, so dass eine perforierte Oberfläche entsteht. Die Oberfläche wird anschließend vergoldet.
Die vergoldeten Erinnerungszeichen befinden sich auf Wandtafeln und Stelen aus Edelstahl. Die Texte und Bilder sollen auf Augenhöhe sichtbar sein, gemäß dem Ziel, ein „individuelles Gedenken auf Augenhöhe“ zu ermöglichen.
- Die Wandtafeln sind rechteckig und 72 Zentimeter lang. Sie können horizontal oder vertikal an der Gebäudewand angebracht werden. Auf einer Tafel können bis zu fünf Erinnerungszeichen befestigt werden.[7]
- Die schlanken Stelen sind 186 Zentimeter hoch und haben einen quadratischen Querschnitt von 6 × 6 Zentimetern. Auf einer Stele können bis zu zwölf Erinnerungszeichen untergebracht werden.[7]

Die Gestalt des Erinnerungszeichens hängt von der Art des Trägers ab:
- Bei einer Tafel sind die einzelnen Erinnerungszeichen 12 × 12 Zentimeter groß.[7] Der Text steht immer im linken oberen Viertel der Fläche. Falls es ein Bild gibt, ist dieses 6 × 6 Zentimeter groß und steht im rechten unteren Viertel (siehe oben das erste Bild).
- Bei einer Stele ist das Erinnerungszeichen ein vergoldetes Metallband, das als Hülse rings um die Stele verläuft.[7] Der Text und (sofern vorhanden) das gerasterte Bild stehen separat auf 6 × 6 Zentimeter großen Flächen. Auf zwei gegenüberliegenden Seiten der Stele ist jeweils der Text zu sehen, auf den dazwischenliegenden Seiten jeweils das Bild (oder eine leere Fläche). Bei mehreren Erinnerungszeichen auf einer Stele werden sie so angeordnet, dass von oben nach unten abwechselnd Texte und Bilder (bzw. leere Flächen) zu sehen sind.

Der Text des Erinnerungszeichens beginnt mit dem Namen des Opfers. Die einleitenden Worte „Hier lebte“ stehen nicht auf jedem einzelnen Erinnerungszeichen, sondern auf der angrenzenden silberfarbenen Abdeckung aus Edelstahl – direkt vor dem Namen (bzw. vor dem ersten Namen im Fall mehrerer Erinnerungszeichen auf einem Träger). Je nach Ausrichtung des Trägers steht „Hier lebte“ entweder links neben einem Namen oder oberhalb. Außerdem ist noch die Internetadresse erinnerungszeichen.de auf der silberfarbenen Abdeckung eingraviert.
Bei Wandtafeln wie bei Stelen sind die sichtbaren Teile (also die vergoldeten Erinnerungszeichen und die angrenzenden silberfarbenen Abdeckungen) mit einer schützenden Oberflächenversiegelung versehen.
Die Entwürfe für die Erinnerungszeichen stammen von dem Münchener Designer Kilian Stauss.

## Kosten
Die Herstellung kostet für ein vergoldetes Erinnerungszeichen 600 Euro, für den zugehörigen Träger aus Edelstahl (Stele oder Tafel) 1200 Euro. Beispielsweise kosten zwei Erinnerungszeichen mit einem gemeinsamen Träger 2400 Euro. (Erinnerungszeichen sind somit wesentlich teurer als Stolpersteine – für einen Stolperstein werden in Deutschland 120 Euro berechnet.)
Die Antragsteller können entscheiden, ob und in welcher Höhe sie sich an den Herstellungskosten beteiligen. Die Landeshauptstadt München übernimmt gegebenenfalls den Restbetrag. Sie trägt auch die Kosten für Aufstellung und Reinigung. Ansonsten kann jedermann das Projekt finanziell unterstützen, entweder durch eine Spende oder durch Patenschaft für ein oder mehrere Erinnerungszeichen.

## Bisher geschaffene Erinnerungszeichen in München
Bislang sind 317 Erinnerungszeichen realisiert worden (Stand 13. August 2025).

## Erinnerungszeichen in anderen Städten
Nach dem Vorbild der Erinnerungszeichen in München wurden auch in Ingolstadt und seit 2021 in Oldenburg Erinnerungszeichen derselben Art geschaffen. Nach Angaben auf der Projekt-Website der Stadt München haben weitere Städte und Gemeinden Interesse bekundet, diese Form des Gedenkens für sich zu übernehmen.